# 女性君主の一覧
女性君主の一覧（じょせいくんしゅのいちらん）では、これまでに各国に存在した女帝、女王、女大公、女公、その他の国家君主や領邦君主をあげる。
実際に君主として在位していたことが知られる者を全て挙げ、また称制や摂政などにより事実上の君主であった后妃についても当該国で君主級とみなされている場合は含めた。ただし正統性や在位に異説があるものについては ＊ 印をつけた。
なお、本項での紹介は在位期間にとどめた。詳細についてはそれぞれの君主の記事を参照。当該君主の項目がないものについては、その君主について触れている別の項目にリンクしているものがある。
なお、以下の通り、デンマーク王国のマルグレーテ2世が2024年1月に譲位後、女性君主は不在となっている。

## 東アジア
- 大周帝国
  - 則天大聖皇帝 690−705年譲位
- 邪馬台国
  - 卑弥呼＊ 3世紀前半
  - 壱与＊ 3世紀後半
  - 八女津媛*4世紀前半
  - 田油津媛*4世紀中頃
- 与那国島
  - サンアイイソバ＊
- 日本
  - 神功皇后＊ 4世紀中頃
  - 飯豊皇女＊ 484年
  - 推古天皇 592−628年
  - 皇極天皇 642−645年譲位、（斉明天皇） 重祚655−661年
  - 持統天皇 686−697年譲位
  - 元明天皇 707−715年譲位
  - 元正天皇 680−748年譲位
  - 孝謙天皇 749−758年譲位、（称徳天皇） 重祚764−770年
  - 広義門院＊ 1352−1353年
  - 明正天皇 1629−1643年譲位
  - 後桜町天皇 1762−1771年譲位
- 新羅王国
  - 善徳女王 632−647年
  - 真徳女王 647−654年
  - 真聖女王 887−897年譲位
- 李朝（ベトナム）
  - 李昭皇 1224−1225年廃位

## 東南アジア
- パタニ王国
  - ラージャ・ヒジャウ 1584−1616年
  - ラージャ・ビル 1616−1624年
  - ラージャ・ウング 1624−1635年
  - ラージャ・クニン 1635−1651年放逐
- マジャパヒト王国
  - ラジャパトニ・カヤトリ＊ 1328−1350年
  - トリブワナ＊ 1328−1350年
  - クスマワルダニ 1389−1429年
  - スヒター 1429−1447年
- アチェ
  - タジ＝ウル＝アラム 1641−1675年
  - ヌー＝ウル＝アラム 1675−1678年
  - イナヤット＝シャー 1678−1688年
  - カマラット＝シャー 1688−1699年

## 中央アジア
- サーサーン朝ペルシア帝国
  - ボーラーン（en:Borandukht） 631−632年
  - アーザルメードゥフト（en:Azarmidokht） 630−632年
- パルミラ王国
  - ゼノビア 267−272年廃位
- イル汗国
  - サティ・ベク 1338年
- 奴隷王朝
  - ラズィーヤ 1236−1240年戦死
- インド帝国
  - ヴィクトリア 1877−1901年

## 中東/西アジア
- ユダ王国
  - アタルヤ 前842−前836年処刑
- ハスモン朝イスラエル王国
  - サロメ＝アレクサンドラ 前76−前67年
- シバ王国
  - マケダまたはビルキス＊ 紀元前10世紀頃
- パルミラ帝国
  - ゼノビア 272年
- グルジア王国
  - タマル 1184-1213年

## アフリカ
- エジプト古王国 第5王朝
  - ケンタカウエス1世 前2494頃−
- エジプト古王国 第6王朝
  - ニトケルティ 前2184−前2183自殺
- エジプト中王国 第12王朝
  - セベクネフェル 前1806−前1802不詳
- エジプト新王国 第18王朝
  - ハトシェプスト 前1473−前1458年不詳
- エジプト新王国 第19王朝
  - タウセルト 前1188−前1186
- プトレマイオス朝エジプト王国
  - ベレニケ1世 不詳−前285年
  - アルシノエ1世 前284−前274年
  - アルシノエ2世 前277−前270年
  - ベレニケ2世 前244−前222年
  - アルシノエ3世 前220−前204年
  - クレオパトラ1世 前193−前176年
  - クレオパトラ2世 前173−前164年退位、復位前124−前116年
  - クレオパトラ3世 前142−前131年退位、復位前127−前107年
  - クレオパトラ4世 前116−前115年退位
  - クレオパトラ・セレネ1世 不詳−前57年不詳
  - クレオパトラ5世 不詳−前58年不詳
  - ベレニケ4世 前58−前55年
  - クレオパトラ7世 前51−前30年自殺
  - アルシノエ4世 前48−前47年
- メロエ王国
  - アマニテレ 前1-不詳
- マムルーク朝
  - シャジャル・アッ＝ドゥッル 1250年譲位
- エチオピア帝国
  - ザウディトゥ 1917-1930年
- ンドンゴ王国・マタンバ王国
  - ンジンガ・ムバンデ(en) -1663年
- メリナ王国
  - ラナヴァルナ1世 1828–1861年
  - ラスヘリナ 1863–1868年
  - ラナヴァルナ2世 1868–1883年
  - ラナヴァルナ3世 1883–1897年

## ポリネシア/オセアニア
- ハワイ王国
  - リリウオカラニ 1891−1895年廃位
- トンガ王国
  - サローテ・トゥポウ3世 1918−1965年

## ヨーロッパ
- スコットランド王国、イングランド王国、 アイルランド王国、イギリス（連合王国）
  - マティルダ (イングランド国主) ＊ 1141−1147年 敗走
  - マーガレット (スコットランド女王) 1286−1290年
  - メアリー1世 (スコットランド女王) 1542−1567年 廃位
  - ジェーン・グレイ(イングランド女王・アイルランド女王)＊ 1553年 幽閉ののち処刑
  - メアリー1世 (イングランド女王・アイルランド女王) 1553−1558年
  - エリザベス1世 (イングランド女王・アイルランド女王) 1558−1603年
  - メアリー2世 (イングランド女王・スコットランド女王・アイルランド女王) 1689−1694年 夫ウィリアム3世と共同統治
  - アン (イングランド女王・スコットランド女王・アイルランド女王) 1702−1714年
  - ヴィクトリア 1837−1901年
  - エリザベス2世 1952年−2022年
- アキテーヌ公国、ガスコーニュ公国、ポワチエ伯国
  - アリエノール 1122−1204年
- オランダ王国
  - ウィルヘルミナ 1890−1948年譲位
  - ユリアナ 1948−1980年譲位
  - ベアトリクス 1980年−2013年譲位
- ルクセンブルク
  - エリーザベト (女公) 1411-1443年
  - マリー (女公) 1477-1482年
  - マリー＝アデライド (女大公) 1912−1919年 退位
  - シャルロット (女大公) 1919−1964年 譲位
- ノルウェー王国
  - マルグレーテ＊ 1380−1412年
- デンマーク王国
  - マルグレーテ1世＊ 1387−1412年
  - マルグレーテ2世 1972年−2024年譲位
- スウェーデン王国
  - マルグレーテ＊ 1396−1412年
  - クリスティーナ 1632−1654年退位
  - ウルリカ・エレオノーラ 1718−1720年退位
- ハンガリー王国
  - マーリア 1382−1385年廃位、復位1386−1395年
  - マリア・テレジア 1740−1780年
- オーストリア大公国
  - マリア・テレジア 1740−1780年
- ボヘミア王国
  - マリア・テレジア 1743−1780年
- ポーランド王国
  - ヤドヴィガ 1384−1399年
  - アンナ 1575−1586年
- ナバーラ王国
  - フアナ1世 1274−1305年
  - フアナ2世 1328−1349年
  - ブランカ1世 1425-1441年
  - レオノール 1479年
  - カタリナ 1483-1517年
  - フアナ3世 1555−1572年
- カスティーリャ王国
  - ウラカ 1109-1126年
  - ベレンゲラ 1217年
  - イサベル1世 1474−1504年
  - フアナ 1504−1555年
- アラゴン王国
  - ペトロニラ 1137-1164年
- スペイン王国
  - イザベル1世 1474−1504年 夫フェルナンド2世と共同統治
  - イサベル2世 1833−1868年
- ポルトガル王国
  - ベアトリス＊ 1383−1385年放逐
  - マリア1世 1777−1816年
  - マリア2世 1826−1828年、復位1834−1853年
- シチリア王国
  - コスタンツァ 1194-1198年
  - マリア 1377-1401年
- ナポリ王国
  - ジョヴァンナ1世 1343-1382年
  - ジョヴァンナ2世 1414-1435年
- パルマ公国
  - マリア・テレーザ 1740-1748年
  - マリア・ルイーザ 1814-1847年
- 東ローマ帝国
  - エイレーネー 797−802年
  - ゾエ 1028−1042年、1042年、1042−1050年
  - テオドラ 1042年譲位、1055−1056年
  - エウドキア・マクレンボリティサ 1067−1068年譲位
- ロシア帝国
  - エカチェリーナ1世 1725−1727年
  - アンナ 1730−1740年
  - エリザヴェータ 1741−1762年
  - エカチェリーナ2世 1762−1796年

## 南米
- ブラジル王国
  - マリア1世 1777−1816年